# Il talento del cuoco
Il talento del cuoco è un romanzo di Martin Suter pubblicato in Italia da Sellerio.

## Trama
Maravan è immigrato clandestinamente dallo Sri Lanka in Svizzera per sfuggire alla guerra civile che sta dilaniando il suo paese. Lavora come sguattero nella cucina di un ristorante di lusso, sognando di aprire un servizio di catering. L'unica persona che lo considera è Andrea, che fa la cameriera nello stesso ristorante.
Maravan è dotato di capacità culinarie notevoli che Andrea ha modo di assaporare durante una cena seguita da un sorprendente dopo cena. Da lì nasce la proposta di aprire insieme un servizio di cene con menù afrodisiaci.
Le cene hanno successo ed il passaparola allarga la clientela, intrecciando la storia di Maravan e di Andrea con quella di coppie in crisi, uomini di potere, hostess di lusso. Tra i clienti c'è anche un trafficante di armi, coinvolto nella guerra tra Tamil e forze governative dello Sri Lanka.
Maravan, in conflitto da tempo con la sua morale e la sua religione, vuole chiudere l'attività ma Andrea riesce a coinvolgerlo nel preparare l'ultima cena al trafficante di armi.